# Canet d'en Berenguer
Canet d'en Berenguer és un municipi del País Valencià, situat a la comarca del Camp de Morvedre.
Limita únicament amb Sagunt, que rodeja per complet el terme municipal. A l'est trobem la mar Mediterrània.

## Geografia
El terme de Canet està situat en el litoral de la mar Mediterrània, al costat de la desembocadura del riu Palància, i té una superfície completament plana. El riu circula per tot el seu límit sud. Un ixent d'arena, en la part esquerra de la desembocadura del riu, forma l'anomenat cap de Canet, on es va instal·lar en 1904 un far sobre una torre de 30 m d'altura i base octogonal, amb llum blanca que arriba a un radi de 25 milles. Té un clima mediterrani; els vents dominants són el llevant i el gregal. Al seu terme municipal està el port deportiu de Siles.

## Història
El topònim Canet prové del llatí Cannetum ("canyar") i fa referència a la marjal, zona pantanosa que s'estenia de Puçol a Almenara amb abundància de canyars.
El 3 d'octubre del 1237 Jaume I en el Llibre del Repartiment de València dona una extensió de terra al convent de Benifassà. Els primers propietaris del territori durant el feudalisme van ser Pere Robí, Arnau Joan i Francesc Berenguer. Segons l'historiador Gaspar Escolano, sent senyor D. Vallterra Blanes de Berenguer en el segle xvi, el lloc estava emmurallat i contenia 45 cases de cristians vells, allotjant una companyia de cavallers que guardaven la costa.
Des del segle xiii ha tingut una població estable dedicada sempre a l'activitat agrícola i organitzada en un senyoriu feudal fins al segle xix. Francesc Berenguer, notari saguntí, l'any 1420 va vincular la població als seus descendents convertint-lo en un senyoriu governat per importants famílies nobles valencianes, com els Vallterra i més tard els Saavedra, fins que en el decenni de 1830 va desaparéixer a Espanya el règim feudal.

## Demografia
| 1990  | 1992  | 1994  | 1996  | 1998  | 2000  | 2002  | 2004  | 2005  | 2007  | 2011  | 2012  |
| ----- | ----- | ----- | ----- | ----- | ----- | ----- | ----- | ----- | ----- | ----- | ----- |
| 1.519 | 1.578 | 1.690 | 1.975 | 2.244 | 3.562 | 2.712 | 3.669 | 4.327 | 5.060 | 5.853 | 6.014 |

## Economia
Les terres de cultiu són de regadiu i reben aigua del riu Palància a través de la séquia major de Sagunt, regulades per una comunitat de regants. També s'utilitzen aigües subterrànies. El cultiu més important és el taronger. Hi ha una fàbrica de conserves vegetals.
En l'actualitat, l'activitat principal de Canet se centra en el sector turístic, que ha cobrat un fort impuls gràcies a l'excel·lent platja de Racó de mar.

## Política i govern

### Composició de la Corporació Municipal
El Ple de l'Ajuntament està format per 13 regidors. En les eleccions municipals de 26 de maig de 2019 foren elegits 4 regidors del Partit Socialista del País Valencià (PSPV-PSOE), 4 del Partit Popular (PP), 2 de Compromís per Canet d'en Berenguer (Compromís), 1 de Ciutadans - Partit de la Ciutadania (Cs), 1 d'Agrupación Canet (AC) i 1 d'Esquerra Unida-Seguim Endavant (EUPV).
| Eleccions municipals de 26 de maig de 2019 - Canet d'en Berenguer |                                          |                                     |                                     |        |          |          |
| Candidatura | Candidatura                              | Candidatura                         | Cap de llista                       | Vots   | Vots     | Regidors |
| | Partit Socialista del País Valencià-PSOE |                                     | Pere Joan Antoni Chordà             | 967    | 30,82%   | 4 (+3)   |
| | Partit Popular                           |                                     | Leandro Benito Antoni               | 868    | 27,66%   | 4 (-1)   |
| | Compromís per Canet d'en Berenguer       |                                     | Cèsar Gallardo Barea                | 494    | 15,74%   | 2 ()     |
| | Ciutadans - Partit de la Ciutadania      |                                     | Carla García Pérez                  | 311    | 9,91%    | 1 ()     |
| | Agrupación Canet                         |                                     | Joaquín Rambla Jarque               | 248    | 7,90%    | 1 ()     |
| | Esquerra Unida del País Valencià         |                                     | Luis Salvador Mateos                | 216    | 6,88%    | 1 ()     |
| | Vots en blanc                            |                                     |                                     | 34     | 1,08%    |          |
| Total vots vàlids i regidors | Total vots vàlids i regidors             | Total vots vàlids i regidors        | Total vots vàlids i regidors        | 3.138  | 100 %    | 13       |
| | Vots nuls                                | Vots nuls                           | Vots nuls                           | 37     | 1,17%    |          |
| Participació (vots vàlids més nuls) | Participació (vots vàlids més nuls)      | Participació (vots vàlids més nuls) | Participació (vots vàlids més nuls) | 3.175  | 63,41%** |          |
| Abstenció | Abstenció                                | Abstenció                           | Abstenció                           | 1.832* | 36,59%** |          |
| Total cens electoral | Total cens electoral                     | Total cens electoral                | Total cens electoral                | 5.007* | 100 %**  |          |
| Alcalde: Pere Joan Antoni Chordà (PSPV) (15/06/2019) Per ser la llista més votada, després de no haver obtingut majoria absoluta dels regidors (6 vots: 4 de PSPV, 1 d'AC i 1 d'EUPV) |                                          |                                     |                                     |        |          |          |
| Fonts: JEC, JEZ Sagunt, M. Interior, Periòdic Ara. (* No són vots sinó electors. ** Percentatge respecte del cens electoral.)                                                         |                                          |                                     |                                     |        |          |          |

### Alcaldes
Des de 2019 l'alcalde de Canet d'en Berenguer és Pere Antoni del PSPV-PSOE.
| Període                       | Alcalde o alcaldessa                    | Partit polític          | Data de possessió     | Observacions       |
| ----------------------------- | --------------------------------------- | ----------------------- | --------------------- | ------------------ |
| 1979–1983                     | Enrique Altabella Ferrer                | PCE                     | 19/04/1979            | --                 |
| 1983–1987                     | Enrique Altabella Ferrer                | PCE-PCPV                | 28/05/1983            | --                 |
| 1987–1991                     | Enrique Altabella Ferrer                | IU-UPV                  | 30/06/1987            | --                 |
| 1991–1995                     | Enrique Altabella Ferrer                | EUPV                    | 15/06/1991            | --                 |
| 1995–1999                     | Enrique Altabella Ferrer                | EUPV-EV                 | 17/06/1995            | --                 |
| 1999–2003                     | Enrique Altabella Ferrer                | EUPV                    | 03/07/1999            | --                 |
| 2003–2007                     | Amparo Maño Canet                       | Entesa                  | 14/06/2003            | --                 |
| 2007–2011                     | Amparo Maño Canet Octavio Herranz López | EUPV-Verds-IR PSPV-PSOE | 16/06/2007 23/11/2009 | Pacte de Govern -- |
| 2011–2015                     | Leandro Benito Antoni                   | PP                      | 11/06/2011            | --                 |
| 2015–2019                     | Leandro Benito Antoni                   | PP                      | 13/06/2015            | --                 |
| 2019-2023                     | Pere Joan Antoni Chordà                 | PSPV-PSOE               | 15/06/2019            | --                 |
| Des de 2023                   | n/d                                     | n/d                     | 17/06/2023            | --                 |
| Fonts: Generalitat Valenciana |                                         |                         |                       |                    |

## Monuments
- Casa-Palau dels Berenguer. Casalici construït com a finca d'esbarjo i no presenta un estil arquitectònic definit.
- Església de Sant Pere Apòstol. Temple barroc del segle xviii.

## Museu
El Museu Etnològic instal·lat en una casa del segle xix rehabilitada amb fins culturals. Conserva la reproducció d'una carta matrimonial del segle xviii i diverses peces d'indumentària valenciana. A més, mostra un diorama de 8 m² que reproduïx la imatge del terme municipal a la fi del segle xviii i primers del XIX. Ferramentes de llaurar i de pesca són els elements amb els quals l'espai mostra una part de l'activitat quotidiana.

## Festes i celebracions
- Festes de Sant Pere. Els bous al carrer són els grans protagonistes de les festes, en les quals també tenen cabuda els balls i altres espectacles musicals, igual que els pirotècnics. Del 23 al 29 de juny.
- Festes de la Verge de les Febres. Durant huit dies, els "clavaris" organitzen i animen les festes que comencen amb la "plantà del pal" i focs artificials. Concerts, revetlles i espectacles taurins són alguns dels actes que es programen, junt amb altres manifestacions populars, com ara la "dansà" i el tradicional "ball de plaça". Del 6 al 15 de setembre.
- Festa del 9 d'octubre. La diada del País Valencià se celebra amb una festa gastronòmica que habitualment compta amb una actuació d'una cercavila o alguna colla de dimonis. A la nit, sempre hi ha algun concert de rock en valencià.
- Sant Antoni. Normalment se celebra el cap de setmana següent 17 de gener. Els actes que predominen són la benedicció dels animals a la plaça de l'església, el sopar popular de torrada i un duo musical. Organitza el Consell Agrari.
- Altres esdeveniments. Se celebren diversos actes al llarg de l'any. A l'auditori cada setmana hi ha actuacions diverses. Entre les més importants fins ara, destaquen l'actuació de Lluís Llach en 2007, Maria del Mar Bonet en 2008 i Raimon en 2010.

Al llarg de l'estiu és de molta rellevància l'Esport Estiu que organitza la Regidoria d'Esports a la plaça dels pescadors en Canet Platja (al passeig) durant totes les vespadres i nits. Altres esdeveniments són el XEKIN FESTIVAL (certamen de graffitis i hip-hop), l'ELECTRODOMESTICO (Festival de música electrònica), les activitats esportives i culturals com ara el cinema a l'aire lliure al passeig marítim.
- Escola d'Estiu. Aglutina vora 150 xiquets de Canet i voltants. Durant juliol i agost. Organitzada per la Regidoria de Joventut. Des de l'any 2005 i fins a 2011, l'Escola d'Estiu aconseguix un gran reconeixement dels pares i mares, així com dels xiquets matriculats, anys en els quals l'Escola d'Estiu es troba sota la coordinació de Miquel Rubio i Domínguez